# 8326 Paulkling
8326 Paulkling (1981 JS2) là một tiểu hành tinh vành đai chính được phát hiện ngày 6 tháng 5 năm 1981 bởi C. Shoemaker và E. Shoemaker ở Palomar.